# Danyon Loader
Danyon Joseph Loader (Timaru, 21 aprile 1975) è un ex nuotatore neozelandese.
Specializzato nello stile libero e nella farfalla, ha vinto due ori e un argento ai Giochi olimpici.
È stato inserito nella International Swimming Hall of Fame nel 2002.

## Palmarès
- Giochi olimpici

Barcellona 1992: argento nei 200m farfalla.
Atlanta 1996: oro nei 200m sl e nei 400m sl.
- Mondiali

Roma 1994: argento nei 200m farfalla, bronzo nei 200m sl e nei 400m sl.
- Giochi PanPacifici

Kobe 1993: oro nei 200m farfalla, bronzo nei 100m farfalla e nella 4x200m sl.
Atlanta 1995: oro nei 200m sl, argento nei 400m sl, bronzo nella 4x100m sl e nella 4x200m sl.
Fukuoka 1997: bronzo nella 4x100m sl e nella 4x200m sl.
- Giochi del Commonwealth

Victoria 1994: oro nei 200m farfalla, argento nei 400m sl, nella 4x100m sl e nella 4x200m sl e bronzo nei 200m sl.
Kuala Lumpur 1998: bronzo nella 4x200m sl.
- Vincitore della Coppa del Mondo di farfalla nel 1993

## Riconoscimenti
- Pacific Rim Swimmer of the Year: 1996